# Deinenbach
Der Deinenbach ist ein über 7 km langer Bach im nördlichen Baden-Württemberg im Land- und Stadtkreis Heilbronn, der in Heilbronner Stadtteil Sontheim von rechts und Süden kurz vor deren eigenem Zufluss zum Neckar in die Schozach mündet. Sein längerer und einzugsgebietsreicher rechter Oberlauf  ist der Leberbrunnenbach.

## Geographie

### Verlauf
Der längere rechte Oberlauf des Deinenbachs, örtlich auch Leberbrunnenbach genannt, entsteht am Südrand der Heilbronner Berge am Fuß einer bewaldeten Geländestufe östlich von Flein gegen Untergruppenbach zu. Ganz zu Anfang ostwärts laufend, schlägt der Bach einen eindreiviertel Kilometer langen Bogen in Richtung Westen, an dessen Ende er den eponymen Leberbrunnen passiert und dann gleich seinen ersten größeren Zufluss von rechts aufnimmt. Dieser entsteht aus zwei Ästen, die fast oben auf dem Geländepodest nahe der L 1111 entspringen, der eine unter dem Heilbronner Schweinsberg im Norden an einem aufgelassenen Schilfsandsteinbruch, der andere unter dem Donnbronner Ortsrand im Osten.
Hier zieht er nun bereits in einem weiten Muldental mit sich verbreiternder Aue zwischen dem Weinbergrücken Altenberg im Norden und den Weingärten im Rot im Süden. Der Bach läuft hier auf galeriebestandenem, aber sehr geradem Lauf und durchfließt auf diesem Abschnitt ein dauerangestautes Rückhaltebecken. Am östlichen Dorfrand von Flein verschwindet er in der Kanalisation, hier läuft aus einem rechten Tal nördlich des Altenbergs ein Nebengewässer zu. Im Ort dreht der Bach auf Nordwestkurs, noch vor den Sportflächen in der dörflichen Au mündet der linke und kürzere Deinenbach-Oberlauf aus dem Südosten, der im Siedlungsbereich ebenfalls verrohrt ist.
Nach der nordwestlichen Dorfgrenze tritt der vereinte Bach zu Tage und zieht nun in kleinteilig wechselnder Richtung weiter. Bald setzen ein paar Talschlingen ein, dann erreicht er die Ortsgrenze von Sontheim, tritt ins Weichbild ein und mündet nach Unterqueren der Horkheimer Straße von rechts und Süden nach einem Lauf von 7,3 km in die Schozach, die wenige Schritte weiter von rechts in den Neckar mündet.

### Einzugsgebiet
Der Deinenbach entwässert 15,4 km² über die Schozach zum Neckar. Das Einzugsgebiet gehört, naturräumlich gesehen, überwiegend zum Unterraum Heilbronner Bucht des östlichen Neckarbeckens. Ein kleiner Teil im Nordosten am Oberhang des Schweinsbergs ist Teil des Unterraums Heilbronner Berge der Schwäbisch-Fränkischen Waldberge.
Das Einzugsgebiet erstreckt sich etwa 6 km weit von seiner dem Ursprung nahen Südostecke bis zur Mündung, quer dazu misst es maximal etwa 3 km. Etwas über ein Viertel von ihm sind mit Wald bedeckt, der sich in einem Bogen um das obere Einzugsgebiet zieht, der im Nordosten von Flein nahe dem 300,3 m ü. NHN hohen Staufenberg beginnt und an dessen Nordostseite bald der mit 378,2 m ü. NHN höchste Punkt des Einzugsgebietes auf dem Heilbronner Schweinsberg liegt; weniger schmal setzt er sich fort bis zur etwa 286 m ü. NHN hohen Bergkuppe, auf welcher der Talheimer Hof Haigern nun südwestlich von Flein steht. Das etwas westlich-dezentral am Ausgang der Talbucht zur Neckarmulde liegende Dorf Flein ist darunter von Norden bis Südosten von weiten Weinbauflächen umgeben.
Von der Mündung ganz im Westen bis zur Weinbergkuppe des Staufenbergs liegt im Norden das Einzugsgebiet des Heilbronner Landwehrgrabens an, danach das des dortigen Cäcilienbaches, schließlich bis zum Schweinsberg das des Pfühlbachs, die alle in Heilbronn in den Neckar münden; von diesen drei Stadtbächen hat allein der Pfühlbach einen fast ebenso langen und im Köpfertal sogar einen ansehnlichen offenen Lauf. Vom Schweinsberg zieht die Wasserscheide nun ungefähr südwärts bis zur K 2155 von Untergruppenbach nach Talheim, jenseits entwässert hier der etwas größere Gruppenbach südwärts zur oberen Schozach. An der Südseite des Einzugsgebietes fließt der Talheimer Frankelbach zur mittleren Schozach, die danach selbst an der Südwest- und Westseite bis zur Mündung der unmittelbare Konkurrent ist.
Vom Einzugsgebiet gehört über die Hälfte zur Gemeinde Flein, weniger als ein Drittel am Unterlauf und am Nordrand  zur Stadt Heilbronn, etwa ein Achtel in einem Streifen im Süden zur Gemeinde Talheim sowie ein recht schmaler Randstreifen im Osten von unter drei Prozent der Gesamtfläche zur Gemeinde Untergruppenbach.

### Zuflüsse und Seen
Hierarchische Liste der Zuflüsse und  Seen, jeweils unter dem Vorfluter eingerückt und von dessen Quelle zu seiner Mündung geordnet. Gewässerlänge, Seefläche und Einzugsgebiet und Höhe nach den entsprechenden Layern auf der Onlinekarte der LUBW. Andere Quellen für die Angaben sind vermerkt.
Zusammenfluss des Deinenbachs, im örtlichen Dialekt auch mit dem Femininum „Bech“ bezeichnet, auf etwa 197 m ü. NHN  an der Kreuzung der Unteren Weinbergstraße mit der Hohlstraße in Flein aus seinen dort beide verdolten Oberläufen. Der Deinenbach fließt, ebenfalls zunächst verdolt, nordwestlich ab.
- Leberbrunnenbach, rechter (Hauptstrang-)Oberlauf aus dem Osten auf etwa 188 m ü. NHN in Flein an der Einmündung der Bach- in der Gartenstraße, 4,1 km und 6,9 km².[LUBW 3] Entsteht auf etwa 267 m ü. NHN auf der Gemarkung von Flein östlich des Weinbergs Kapfenhart am Fuß der bewaldeten Geländestufe im Osten in Richtung Untergruppenbach.
  - Leberbrunnen, Quelle am rechten Ufer, etwa hundert Meter vor dem folgenden an einer Feldwegquerung mit Abfluss zum Leberbrunnenbach.
  - Allmendhölzlegraben, von rechts und Osten auf etwa 203 m ü. NHN unter dem einsetzenden Weinberg in den Riegeläckern, 1,2 km und 1,4 km². Entsteht auf bis unter 300 m ü. NHN nahe an der Nordwestspitze von Donnbronn am Waldabhang unter der L 1111.
    -  Durchläuft auf etwas über 225 m ü. NHN einen Teich, etwas über 0,1 ha.
    - (Intermittierender Zulauf), von rechts und Norden aus Richtung des Schweinsbergs gleich nach dem vorigen, etwa 0,7 km.[LUBW 6] Entsteht in seiner Steilklinge ebenfalls am Rand der L 1111 auf etwa 300 m ü. NHN im Bereich des bei den → Geotopen zuerst genannten Schilfsandsteinbruchs.

  -  Durchläuft auf etwa 203 – 200 m ü. NHN ein Rückhaltebecken mit Vorteich vor den Fleiner Aussiedlerhöfen in den Straßenäckern, zusammen 1,0 ha.
  - Bucherngraben, von rechts und Nordosten auf etwa 190 m ü. NHN am östlichen Fleiner Ortsrand an der Einmündung der Buchern- in die Römerstraße, 2,5 km und 2,0 km². Entsteht auf etwas über 300 m ü. NHN nordöstlich des Staufenbergs neben der L 1111 kurz nach deren Waldeintritt aus Richtung Heilbronn.
    -  Durchfließt auf etwa 220 m ü. NHN einen Teich nach seinem Waldaustritt aus dem Ried am Nordfuß des Altenbergs, deutlich unter 0,1 ha.
- Mönchsgraben, linker Oberlauf aus dem Südosten auf unter 197 m ü. NHN, 2,6 km und 3,2 km².[LUBW 3] Entsteht auf etwa 240 m ü. NHN zwischen Roßwasen links und dem Weinberghang Kapfenhart rechts. Bis zur Ortsgrenze von Flein ein feldwegbegleitender Graben, läuft danach verdolt unter der Unteren Weinbergstraße. Nach dieser Zumündung läuft der Deinenbach wie sein Zulauf nordwestlich.
  - Kuhtatzengraben, von links und Süden, 1,1 km und 0,8 km². Entsteht auf etwa 245 m ü. NHN im Hangwald Kuhtatzen über der Kurve der Landesstraßensteige.

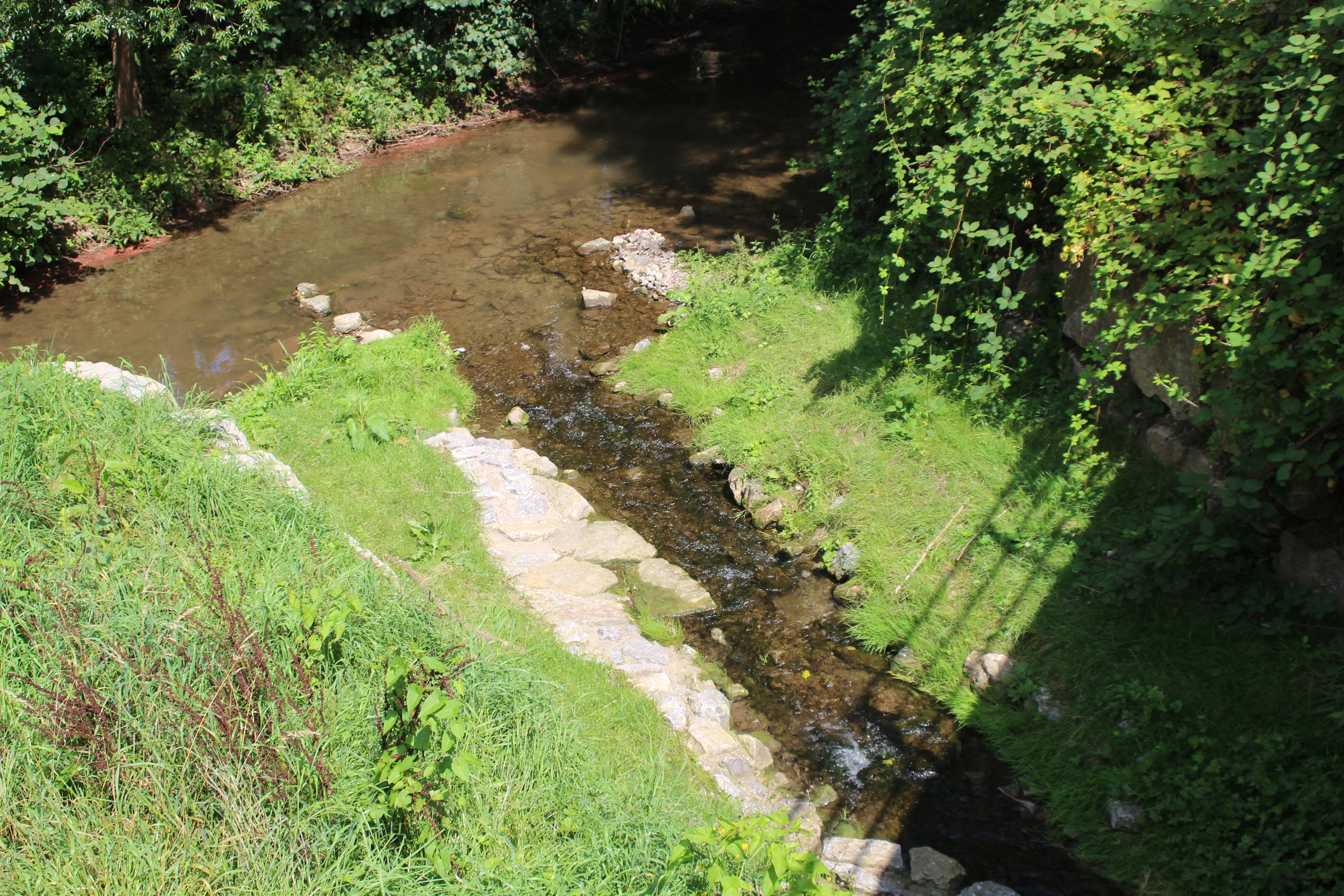
Mündung des Deinenbachs in die Schozach

Mündung des Deinenbachs auf rund 160 m ü. NHN von rechts und zuletzt Süden in Heilbronn-Sontheim zwischen der Horkheimer Straße und den Schrebergärten gegenüber in die Schozach, die etwa hundert Meter danach selbst in den Neckar mündet. Der Deinenbach hat, auf dem Hauptstrang mit dem Oberlauf Leberbrunnenbach gerechnet, eine Länge von 7,3 km und ein 15,4 km² großes Einzugsgebiet.

### Ortschaften
Orte am Lauf mit ihren Zugehörigkeiten. Nur die Namen tiefster Schachtelungsstufe bezeichnen Siedlungsanrainer.
- Landkreis Heilbronn
  - Gemeinde Flein
    - Flein (Dorf)
- Stadtkreis Heilbronn
  - Sontheim (Stadtteil)

Im Einzugsgebiet liegt außer diesen noch der Westrand des Weilers Donnbronn (zu Untergruppenbach), der Talheimer Hof und überwiegend der Hof Haigern (zu Talheim) sowie eine östliche Randzone des Gewerbegebietes nördlich von Talheim (zu Flein).

## Geologie
Der Deinenbach entspringt zu Füßen der Gipskeuper-Stufenkante (Grabfeld-Formation), die die östlichen Talkessel beider Bachoberläufe umringt. Die Auenflächen, ab Flein die Randhügel des Tales, sind von quartärem Lösssediment bedeckt. Ein Streifen mit altem Flusssediment folgt dem Bach unterhalb von Flein bis zur Mündung.
Am Rande des Einzugsgebietes streicht im Nordosten flächenhaft Schilfsandstein aus (Stuttgart-Formation), der am Westsporn vor dem Schweinsberg im Steinbruch am Winterhaldenhau auch abgebaut wurde und den landschaftstypischen Heilbronner Sandstein lieferte. Auf dem Schweinsberg selbst liegen noch höhere Schichten des Mittelkeupers.

### Geotope
Ein alter Steinbruch südlich des Schweinsbergs nahe der L 1111 zeigt 10 m hoch Schilfsandstein in Flutfacies.
An einer Felsböschung am Altenberg ist der Grenzbereich zwischen dem Schilfsandstein und den Estherienschichten des Gipskeupers aufgeschlossen.
Eine Böschung im Götzenwald zeigt die Unteren Bunten Estherienschichten des Gipskeupers.
Konglomeratisch verfestigter Neckar-Hochterrassenschotter ist am Fleiner Kirchberg zu sehen.
Auch am Westhang des Sontheimer Hätzenbergs liegt verfestigter altpleistozäner Hochterrassenschotter.

### LUBW
Amtliche Online-Gewässerkarte mit passendem Ausschnitt und den hier benutzten Layern: Lauf und Einzugsgebiet des Deinenbachs

Allgemeiner Einstieg ohne Voreinstellungen und Layer: Daten- und Kartendienst der Landesanstalt für Umwelt Baden-Württemberg (LUBW) (Hinweise)
1. 1 2 3  Höhe nach dem Höhenlinienbild auf dem Hintergrundlayer Topographische Karte.
2. 1 2 3  Länge nach dem Layer Gewässernetz (AWGN).
3. 1 2 3 4  Einzugsgebiet aufsummiert aus den Teileinzugsgebieten nach dem Layer Basiseinzugsgebiet (AWGN).
4. ↑  Seefläche nach dem Layer Stehende Gewässer.
5. ↑  Einzugsgebiet nach dem Layer Basiseinzugsgebiet (AWGN).
6. ↑  Länge abgemessen auf dem Hintergrundlayer Topographische Karte.

### Andere Belege
1. ↑  Modellierte Werte nach Abfluss-BW Gewässerknoten MQ/MNQ
2. ↑  Josef Schmithüsen: Geographische Landesaufnahme: Die naturräumlichen Einheiten auf Blatt 161 Karlsruhe. Bundesanstalt für Landeskunde, Bad Godesberg 1952. → Online-Karte (PDF; 5,1 MB)
3. ↑  Geologie nach LGRB-GÜK300.
4. ↑  Geotop-Steckbrief Aufgegebener Schilfsandsteinbruch südlich der L 1111 (PDF, 328 KB).
5. ↑  Geotop-Steckbrief Felsböschung am Altenberg (PDF, 328 KB).
6. ↑  Geotop-Steckbrief Böschung im Götzenwald in den Unteren Bunten Estherienschichten (PDF, 323 KB).
7. ↑  Geotop-Steckbrief Konglomeratisch verfestigter Neckar-Hochterrassenschotter am Fleiner Kirchberg (PDF, 829 KB).
8. ↑  Geotop-Steckbrief Verfestigter altpleistozäner Hochterrassenschotter am Sontheimer Hätzenberg (PDF, 328 KB).
9. ↑  Geotope nach LGRB-GTP.